# Jan Pyjor

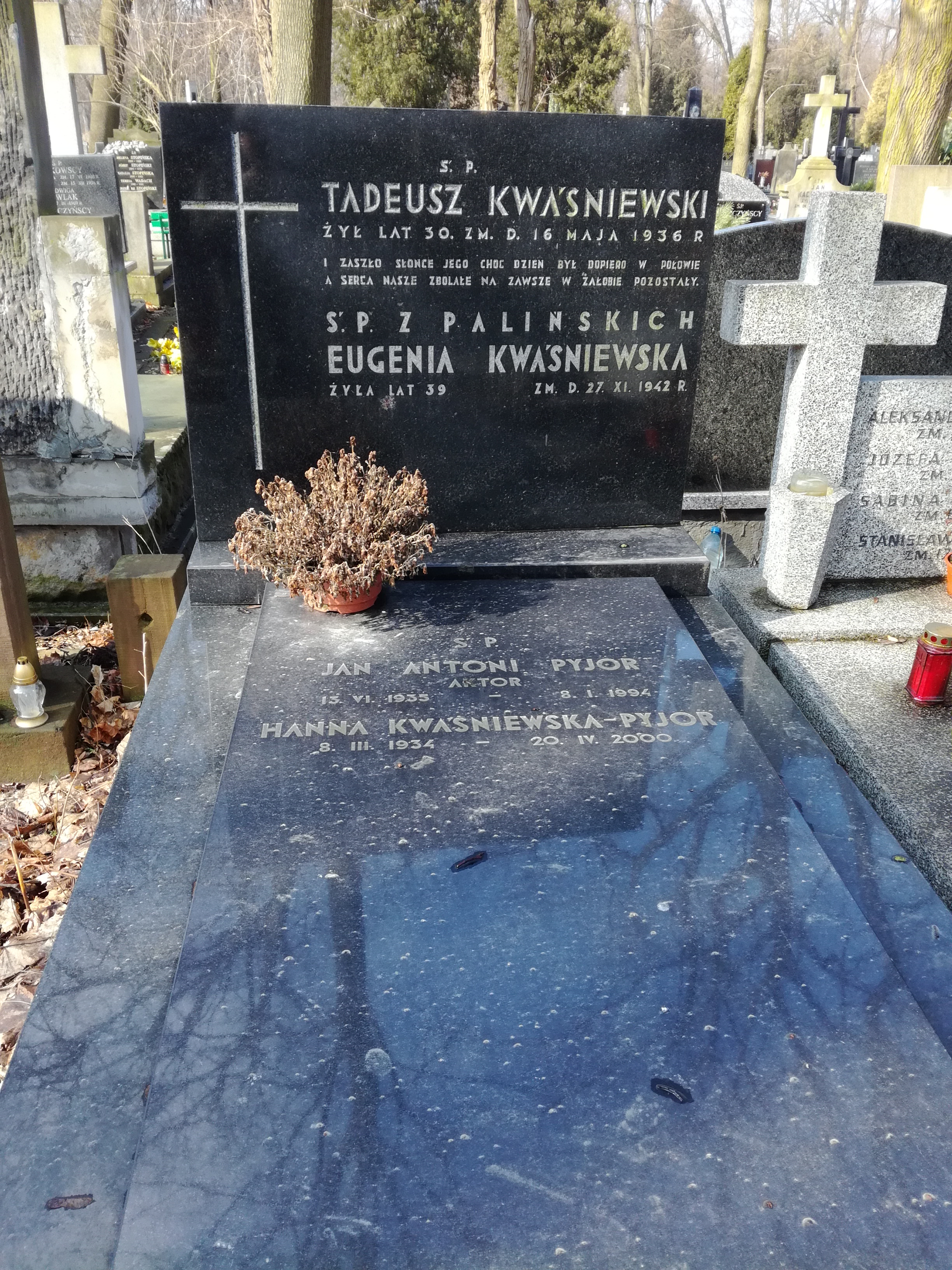
Grób Jana Pyjora na cmentarzu Bródnowskim

Jan Pyjor (ur. 13 czerwca 1935 w Gdańsku, zm. 8 stycznia 1994 w Warszawie) – polski aktor, aktor lalkarz i plastyk.

## Życiorys
Pracę sceniczną rozpoczął w teatrach lalkowych. Debiutował w 1953 w warszawskim Teatrze „Baj”, później występował w Teatrze Lalek w Wałbrzychu (do 1961). W sezonie 1961/1962 grał w Teatrze Lalki i Aktora „Kubuś” w Kielcach. W 1962 przeszedł do zespołu Teatru Lalki „Tęcza” w Słupsku. W latach 1965-1970 był aktorem Teatru Lalek „Groteska” w Krakowie. W sezonie 1970/1971 należał do zespołu Sceny Lalkowej Lubuskiego Teatru im. Kruczkowskiego w Zielonej Górze, brał też udział w spektaklach sceny dramatycznej. Współpracował z Teatrem STU w Krakowie jako adaptator, reżyser i scenograf. Od 1971 występował na scenach dramatycznych: w sezonie 1971/1972 w Zielonej Górze, w sezonie 1972/1973 w Teatrze im. Osterwy w Lublinie, w sezonie 1973/1974 w Teatrze im. Siemaszkowej w Rzeszowie. W latach 1974-1976 grał w Teatrze Ziemi Krakowskiej im. Solskiego w Tarnowie. W latach 1976-1979 był aktorem Teatru Dramatycznego w Wałbrzychu, w latach 1979-1981 i 1983-1985 Teatru im. Bogusławskiego w Kaliszu. W latach 1981-1983 grał w Bałtyckim Teatrze Dramatycznym w Koszalinie. W latach 1988-1992 był aktorem warszawskiego Teatru Syrena. Później choroba uniemożliwiła mu występy. Był uzdolnionym plastykiem, jego prace znajdują się w wielu muzeach, np. w Muzeum Sztuki w Brukseli. Zmarł w Warszawie, został pochowany na cmentarzu Bródnowskim (kw. 9B-3).

## Filmografia
- 1976: Bezkresne łąki jako kelner
- 1978: Rodzina Połanieckich jako lekarz w Reichenhall (gościnnie)
- 1979: Strachy jako policjant (niewymieniony w czołówce)
- 1979: Ród Gąsieniców (gościnnie)
- 1980: Królowa Bona jako sługa Bony, świadek podpisania testamentu (gościnnie)
- 1982: Popielec jako Radzik
- 1983: Marynia jako lekarz w kurorcie
- 1984: Rycerze i rabusie jako jurysta Świdnicki
- 1984: Vabank II, czyli riposta jako Lulek, właściciel baru
- 1985: Temida
- 1986: Złoty pociąg
- 1987: Sławna jak Sarajewo
- 1988: Rzeczpospolitej dni pierwsze
- 1988-1990: W labiryncie jako lekarz opiekujący się Glinnickim
- 1989-1994: Le Retour d’Arsène Lupin (gościnnie)
- 1989, 1990: Gorzka miłość (gościnnie)
- 1989: Po upadku
- 1992: Psy jako handlarz amfetaminy, Niemiec ze Stasi
- 1993: Tajemnica trzynastego wagonu jako konduktor
- 1993: Czterdziestolatek 20 lat później jako klient w banku (gościnnie)
- 1993-1994: Zespół adwokacki jako sędzia (gościnnie)
- 1993: Nowe przygody Arsena Lupin jako notariusz
- 1994: Panna z mokrą głową jako naczelnik poczty
- 1994: Panna z mokrą głową (serial) jako naczelnik poczty (odc. 3 i 6)

## Dubbing
- Kacze opowieści